# Isla Desolación
Isla Desolación är en del av en ö i Chile. Den är belägen i regionen Región de Magallanes y de la Antártica Chilena, i den södra delen av landet, 2 200 km söder om huvudstaden Santiago de Chile. Arean är 1,4 kvadratkilometer.
Terrängen på Isla Desolación är kuperad. Öns högsta punkt är 1 110 meter över havet.
Trakten runt Isla Desolación är permanent täckt av is och snö. Trakten runt Isla Desolación är nära nog obefolkad, med mindre än två invånare per kvadratkilometer.